# 阿纳克西拉奥斯
阿纳克西拉奥斯（？—前476年），（公元前494年—公元前476年在位）赫雷基乌姆僭主，曾试图控制在海峡西西里一侧的赞克莱（Zancle），但当地人却与盖拉希波克拉底勾结。他驱逐了他们，把迈撒纳人安置于赞克莱（并改名为梅萨纳）。公元前480年，他支持迦太基人入侵西西里，但迦太基人在希墨拉战役中被盖伦击败。他与希埃隆一世订立和约，后者成为其女婿。